# 퀴즈네어 막대

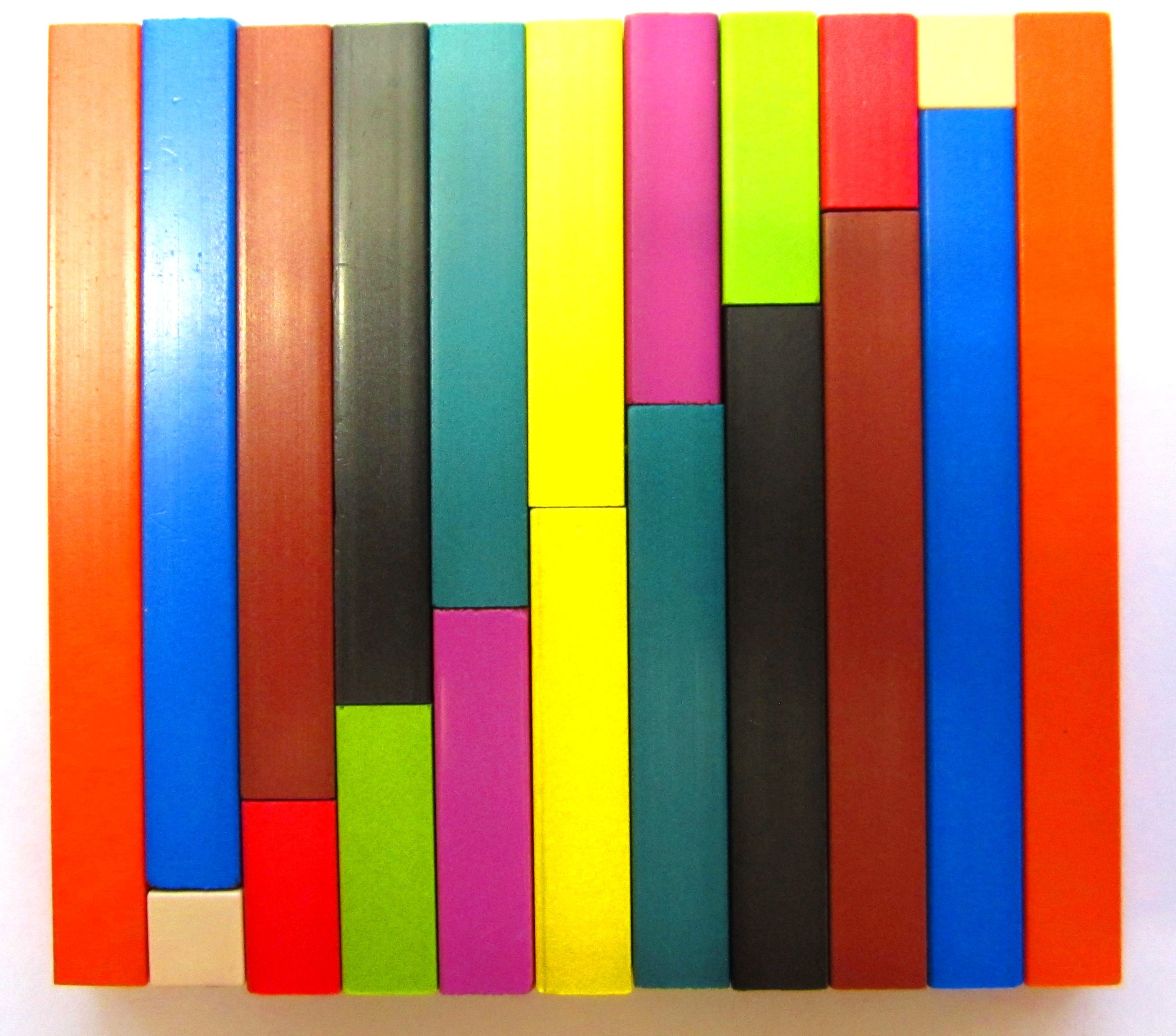
퀴즈네어 막대 세트

퀴즈네어 막대는 크기별 막대형태를 사용하여 서로간의 비례관계를 직관적으로 인식하게 해주는 조작적 수학 교육방법중 하나이다.
예를 들어 8의 크기를 갖는 1개의 막대는 1의 크기를 갖는 막대 8개 또는 2의 크기를 갖는 막대 4개 또는 4의 크기를 갖는 막대 2개와 서로 동등하다.

벨기에의 초등학교 선생님이였던 조지스 퀴즈네어(Georges Cuisenaire)가 창안하였고 칼렙 가테그노(Caleb Gattegno)가 이 퀴즈네어 막대를 색상의 숫자 막대로 대중화시켰다.

## 공간 표현
|                                        |
| 멱수의 퀴즈네어 막대를 사용한 공간표현 |

퀴즈네어 막대는 정사각형 수 및 멱수에서 이들 수 들이 갖는 공간적 성질을 보여주는데 사용될수있다.

## 같이 보기
- 수직선